# Achmat Grozny
Achmat Grozny (ros. «Ахмат» Грозный), właśc. Awtonomnaja niekommierczeskaja organizacyja «Riespublikanskij futbolnyj kłub «Achmat» (ros. Автономная некоммерческая организация «Республиканский футбольный клуб «Ахмат») – rosyjski klub piłkarski z siedzibą w Groznym, stolicy Republiki Czeczeńskiej, występujący w rozgrywkach rosyjskiej Priemjer Ligi.

## Historia
Chronologia nazw:
- 1946–1948: Dinamo Grozny (ros. «Динамо» Грозный)
- 1948–1958: Nieftianik Grozny (ros. «Нефтяник» Грозный)
- 1958–2006: Terek Grozny (ros. «Терек» Грозный)
nazwa pochodzi od rzeki Terek, oddalonej ok. 25 km od Groznego.
- 2006–2017: Terek Grozny im. A.A. Kadyrowa (ros. «Терек» Грозный им. А.А. Кадырова)
klub przyjął patronat Achmata Kadyrowa, prezydenta Czeczenii w latach 2003–2004
- 2017–: Achmat Grozny (ros. Автономная некоммерческая организация «Республиканский футбольный клуб «Ахмат» Грозный)
klub nazwano na cześć Achmata Kadyrowa, prezydenta Czeczenii w latach 2003–2004

Klub został założony w 1946 jako Dinamo, jednak w 1948 roku zmienił nazwę na Nieftianik, zaś w 1958 na Terek. W latach 90. klub był zmuszony przerwać rozgrywanie meczów domowych na swoim stadionie z powodu wojny, a nawet zawiesić swoją działalność. Do 2006 mecze domowe zespół rozgrywał w Piatigorsku w Kraju Stawropolskim, a w 2007 w Lermontowie, zaś mecze w europejskich pucharach w Moskwie. W 2008 powrócił na stadion domowy im. Sułtana Bilimchanowa.
Przełomowym rokiem dla klubu był 2004, kiedy udało się jemu, grając w Pierwszej Dywizji zdobyć Puchar Rosji po wygranej w finale 1:0 z Kryljami Sowietow Samara. W tym samym roku Czeczeni zajęli również 1. miejsce w Pierwszej Dywizji i awansowali do Premier Ligi. Było to ważne wydarzenie dla klubu, który jeszcze kilka lat przed tym nie rozgrywał żadnych gier z powodu wojny. W 2004 roku wystartowali w Pucharze UEFA, w którym dwukrotnie pokonali w rundzie wstępnej Lech Poznań 1:0 w Moskwie i Poznaniu, zaś w pierwszej rundzie ulegli szwajcarskiemu FC Basel. W lidze zespół spisywał się fatalnie i zajął ostatnie, 16. miejsce, spadając do 2. ligi. Na początku 2006 roku Terek wygrał z polskim klubem Amica Wronki (wynik 3:0).
7 czerwca 2017 poinformowano o zmianie klubu Terek Grozny na Achmat Grozny.

## Sukcesy
- 2. miejsce w Klasie B ZSRR, finał: 1961
- 1/16 finału Pucharu ZSRR: 1967, 1977, 1978
- 5. miejsce w Rosyjskiej Premier Lidze: 2016/17
- Zdobywca Pucharu Rosji: 2004
- 1. runda Pucharu UEFA: 2004

## Obecny skład
Stan na 2 kwietnia 2021
| Nr | Poz. | Piłkarz                                          |
| -- | ---- | ------------------------------------------------ |
| 3  | NA   | Giorgi Melkadze (wypożyczony ze Spartaka Moskwa) |
| 4  | OB   | Wilker Ángel                                     |
| 6  | PO   | Amir Adujew                                      |
| 7  | NA   | Bernard Berisha (kapitan)                        |
| 8  | OB   | Miroslav Bogosavac                               |
| 9  | NA   | Gabriel Iancu                                    |
| 10 | NA   | Chalid Kadyrow                                   |
| 11 | PO   | Ismael                                           |
| 14 | PO   | Artem Polarus                                    |
| 15 | OB   | Andriej Siemionow                                |
| 18 | NA   | Ladislav Almási (wypożyczony z MFK Ružomberok)   |
| 20 | OB   | Zoran Nižić                                      |
| 23 | PO   | Anton Szwiec                                     |
| 24 | OB   | Maksim Nienachow                                 |

| Nr | Poz. | Piłkarz                                            |
| -- | ---- | -------------------------------------------------- |
| 29 | NA   | Władimir Iljin                                     |
| 33 | BR   | Witalij Gudijew                                    |
| 40 | OB   | Rizwan Ucyjew                                      |
| 42 | BR   | Aleksandr Mielichow                                |
| 55 | OB   | Aleksandr Pucko                                    |
| 59 | PO   | Jewgienij Charin                                   |
| 88 | BR   | Giorgi Szelia                                      |
| 90 | NA   | Isłam Alsułtanow                                   |
| 94 | PO   | Artiom Timofiejew (wypożyczony ze Spartaka Moskwa) |
| 95 | NA   | Abubakar Kadyrow                                   |
| 96 | OB   | Marat Bystrow                                      |
| 99 | PO   | Leczi Sadułajew                                    |
| –  | OB   | Pawieł Kałoszyn                                    |

## Europejskie puchary
Legenda do wszystkich tabel:
- Q – runda eliminacyjna, 1/16, 1/8, 1/4, 1/2 – odpowiednia faza rozgrywek, Grupa – runda grupowa, 1r gr – pierwsza runda grupowa, 2r gr – druga runda grupowa, F – finał, R – runda, PO – play-off
- k. – rzuty karne, los. – losowanie, Dogr. – dogrywka, w. – zasada bramek strzelonych na wyjeździe

| Sezon   | Rozgrywki   | Runda | Przeciwnik  | Dom | Wyjazd | Ogólnie |
| ------- | ----------- | ----- | ----------- | --- | ------ | ------- |
| 2004/05 | Puchar UEFA | 2Q    | Lech Poznań | 1–0 | 1–0    | 2–0     |
| 2004/05 | Puchar UEFA | 1R    | FC Basel    | 1–1 | 0–2    | 1–3     |